# 福山市神辺歴史民俗資料館
福山市神辺歴史民俗資料館（ふくやましかんなべれきしみんぞくしりょうかん）は、広島県福山市（旧神辺町）にある民俗資料館である。

## 概略
運営は公益財団法人福山市かんなべ文化振興会。所在地は神辺の市街地南部の丘陵地にあり、戦国時代から江戸時代初期には備後国の政治的拠点であった神辺城本丸跡が西側の山頂にあり、付近は吉野山公園として市民の憩いの場となっている。城郭風の建物になっているが、歴史的裏付けのない新規の建築であり、神辺城の遺構とは無関係である。
- 展示品　神辺町内で発掘された古墳時代などの資料や農機具など
- 開館時間　9時から17時
- 定休日　月曜日（祝日の場合は翌日）及び年末年始
- 入館料　無料

## 設立の経緯
資料館は当初の計画では神辺城の本丸上（黄葉山頂上部）に天守を模した形状（模擬天守）で建設される予定であった。しかし、この計画は神辺城の遺構を破壊し歴史的経緯を無視するもので、歴史資料館の意図からすれば本末転倒であるとして地元郷土史会などを中心に反対の声が上がった。実際、建設候補地（神辺城本丸）の事前発掘調査で多数の遺構が見つかり、神辺町は計画の見直しを迫られた。また、反対派からは利便性や防災の観点から建設地は平野部に求めるべきとの意見が出されるが、結局、神辺町はその折衷案ともいえる神辺城に連続する吉野山の山頂部に城郭風の建物を建設することで妥協を図った。
なお、この計画に先立ち神辺町は神辺城の二の丸（第二、第三郭）に事前調査を行わず公園の整備を開始しており、この部分の遺構は未調査のまま破壊されたが、工事中に地元住民が県教育委員会に通報したことから本丸部分の整備は中断されていた。また、神辺城と資料館の間のにある空堀（堀切）にはコンクリート製の歩道橋が建設され、この部分の遺構も破壊されている。
資料館は標高約110ｍの山上に位置するため、公共交通アクセスは最寄りのバス停留所から山道を徒歩約20分と利便性はあまり良くない。また、敷地が狭く拡張の余地も少ないため、菅茶山に関する資料は1992年に平野部に新たに建設された資料館（菅茶山記念館）に移されることになった。こうしたこともあり、入場者数は年間5000人前後で推移しており、福山市内の郷土歴史施設としてはワースト1位となっている。2014年度の入場者数は5,578人。

### 沿革
- 1979年11月24日 - 神辺町歴史民俗資料館として開館。
- 1992年 - 管茶山記念館の開館に伴い資料が移転し展示内容が縮小する。
- 2006年3月1日 - 福山市へ神辺町が合併したことに伴い、現在の名称に変更。